# Campionati europei di atletica leggera indoor 2013 - 60 metri piani maschili
La specialità dei 60 metri piani dei XXXII Campionati europei di atletica leggera indoor si è svolta allo Scandinavium di Göteborg, in Svezia, il 1º e il 2 marzo 2013.
La competizione è stata vinta dal francese Jimmy Vicaut, che ha preceduto il britannico James Dasalou e l'italiano Michael Tumi.

## Podio
| #       | Atleta        | Nazionalità   | Tempo | Note                                    |
| ------- | ------------- | ------------- | ----- | --------------------------------------- |
| Oro     | Jimmy Vicaut  | Francia       | 6"48  | Miglior prestazione mondiale stagionale |
| Argento | James Dasaolu | Gran Bretagna | 6"48  | =                                       |
| Bronzo  | Michael Tumi  | Italia        | 6"52  |                                         |

## Record
Prima di questa competizione, il record del mondo (RM), il record europeo (EU) ed il record dei campionati (RC) sono i seguenti:
| Record                | Prestazione | Atleta                     | Data                                                             | Competizione        |
| --------------------- | ----------- | -------------------------- | ---------------------------------------------------------------- | ------------------- |
| Record mondiale       | 6"39        | Maurice Greene Stati Uniti | 3 febbraio 1998 Madrid, Spagna 3 marzo 2001 Atlanta, Stati Uniti |                     |
| Record europeo        | 6"42        | Dwain Chambers Regno Unito | 7 marzo 2009 Torino, Italia                                      | Europei indoor 2009 |
| Record dei campionati | 6"42        | Dwain Chambers Regno Unito | 7 marzo 2009 Torino, Italia                                      | Europei indoor 2009 |

## Risultati

### Primo turno
I primi 4 di ogni batteria (Q) e i 4 migliori tempi (q) si qualificano per le semifinali.

#### Batteria 1
| Pos. | Corsia | Nome                   | Nazione       | Reazione | Tempo | Note |
| ---- | ------ | ---------------------- | ------------- | -------- | ----- | ---- |
| 1    | 8      | Cătălin Cîmpeanu       | Romania       | 0"149    | 6"64  | Q    |
| 2    | 4      | Julian Reus            | Germania      | 0"149    | 6"64  | Q    |
| 3    | 7      | Harry Aikines-Aryeetey | Gran Bretagna | 0"150    | 6"65  | Q    |
| 4    | 3      | Emmanuel Biron         | Francia       | 0"166    | 6"72  | Q    |
| 5    | 6      | Rolf Fongué            | Svizzera      | 0"135    | 6"73  | q    |
| 6    | 2      | Tom Kling-Baptiste     | Svezia        | 0"153    | 6"74  | q    |
| 7    | 1      | Diogo Antunes          | Portogallo    | 0"187    | 6"81  |      |
| 8    | 5      | Mikel De Sa            | Andorra       | 0"162    | 7"36  |      |

#### Batteria 2
| Pos. | Corsia | Nome                | Nazione       | Reazione | Tempo | Note |
| ---- | ------ | ------------------- | ------------- | -------- | ----- | ---- |
| 1    | 1      | Jimmy Vicaut        | Francia       | 0"146    | 6"55  | Q    |
| 2    | 6      | Jaysuma Saidy Ndure | Norvegia      | 0"134    | 6"65  | Q    |
| 3    | 4      | Simone Collio       | Italia        | 0"169    | 6"72  | Q    |
| 4    | 8      | Odain Rose          | Svezia        | 0"168    | 6"74  | Q    |
| 5    | 7      | Dwain Chambers      | Gran Bretagna | 0"143    | 6"78  |      |
| 6    | 2      | Visa Hongisto       | Finlandia     | 0"152    | 6"79  |      |
| 7    | 5      | Riste Pandev        | Macedonia     | 0"185    | 6"95  |      |
| 8    | 3      | Dominic Carroll     | Gibilterra    | 0"167    | 7"44  |      |

#### Batteria 3
| Pos. | Corsia | Nome              | Nazione       | Reazione | Tempo | Note |
| ---- | ------ | ----------------- | ------------- | -------- | ----- | ---- |
| 1    | 4      | Michael Tumi      | Italia        | 0"158    | 6"59  | Q    |
| 2    | 3      | James Dasaolu     | Gran Bretagna | 0"176    | 6"62  | Q    |
| 3    | 5      | Aleksandr Brednev | Russia        | 0"156    | 6"68  | Q    |
| 4    | 2      | Stefan Tärnhuvud  | Svezia        | 0"170    | 6"73  | Q    |
| 5    | 6      | Ricardo Monteiro  | Portogallo    | 0"156    | 6"74  | q    |
| 6    | 1      | Adam Zavacký      | Slovacchia    | 0"167    | 6"76  | q    |

### Semifinali
I primi 4 di ogni batteria (Q) si qualificano per le semifinali.

#### Semifinale 1
| Pos. | Corsia | Nome                  | Nazione       | Reazione | Tempo | Note                                     |
| ---- | ------ | --------------------- | ------------- | -------- | ----- | ---------------------------------------- |
| 1    | 4      | Michael Tumi          | Italia        | 0"158    | 6"58  | Q                                        |
| 2    | 3      | Jaysuma Saidy Ndure   | Norvegia      | 0"133    | 6"59  | Q                                        |
| 3    | 5      | Harry Aikines-Aryeety | Gran Bretagna | 0"159    | 6"64  | Q                                        |
| 4    | 7      | Emmanuel Biron        | Francia       | 0"132    | 6"65  | Q                                        |
| 5    | 6      | Cătălin Cîmpeanu      | Romania       | 0"154    | 6"66  |                                          |
| 6    | 8      | Stefan Tärnhuvud      | Svezia        | 0"145    | 6"67  | Miglior prestazione personale            |
| 7    | 2      | Tom Kling-Baptiste    | Svezia        | 0"143    | 6"73  | Miglior prestazione personale stagionale |
| 8    | 1      | Ricardo Monteiro      | Portogallo    | 0"152    | 6"76  |                                          |

#### Semifinale 2
| Pos. | Corsia | Nome              | Nazione       | Reazione | Tempo | Note |
| ---- | ------ | ----------------- | ------------- | -------- | ----- | ---- |
| 1    | 6      | James Dasaolu     | Gran Bretagna | 0"159    | 6"52  | Q    |
| 2    | 5      | Jimmy Vicaut      | Francia       | 0"162    | 6"60  | Q    |
| 3    | 7      | Odain Rose        | Svezia        | 0"150    | 6"63  | Q    |
| 4    | 4      | Julian Reus       | Germania      | 0"145    | 6"66  | Q    |
| 5    | 1      | Rolf Fongué       | Svizzera      | 0"157    | 6"75  |      |
| 6    | 2      | Adam Zavacký      | Slovacchia    | 0"163    | 6"75  |      |
| 7    | 3      | Aleksandr Brednev | Russia        | 0"185    | 6"75  |      |
| 8    | 8      | Simone Collio     | Italia        | 0"152    | 6"89  |      |

### Finale
| Pos. | Corsia | Nome                   | Nazione       | Reazione | Tempo | Note                                     |
| ---- | ------ | ---------------------- | ------------- | -------- | ----- | ---------------------------------------- |
| 1    | 6      | Jimmy Vicaut           | Francia       | 0"153    | 6"48  | Miglior prestazione mondiale stagionale  |
| 2    | 5      | James Dasaolu          | Gran Bretagna | 0"151    | 6"48  | =                                        |
| 3    | 3      | Michael Tumi           | Italia        | 0"160    | 6"52  |                                          |
| 4    | 4      | Jaysuma Saidy Ndure    | Norvegia      | 0"149    | 6"61  |                                          |
| 5    | 8      | Odain Rose             | Svezia        | 0"147    | 6"62  | Miglior prestazione personale            |
| 6    | 1      | Julian Reus            | Germania      | 0"137    | 6"62  |                                          |
| 7    | 7      | Harry Aikines-Aryeetey | Gran Bretagna | 0"150    | 6"63  | Miglior prestazione personale stagionale |
| 8    | 2      | Emmanuel Biron         | Francia       | 0"151    | 6"63  | =                                        |